# Östergötlands runinskrifter 219
Runinskrift Ög 219 är en runsten i Lundby, Lillkyrka socken och Linköpings kommun i Östergötland.

## Stenen
Stenens material är rödakig granit och den står i en kohage i Lundby. Höjden är 208 cm, bredden 70 cm och tjockleken 60 cm. Runhöjden är 10-12,5 cm. Runt runstenen står fem stycken 50-80 cm stora stenar.
Pehr Arvid Säve fann runstenen omkullfallen och lät resa den 1853. Restaureringen finansierades av kyrkoherde Wiede.
Stenen är delvis kringsatt med fem stycken 0,5-0,8 m stora stenar. Uppmålad 1998.

## Inskriften

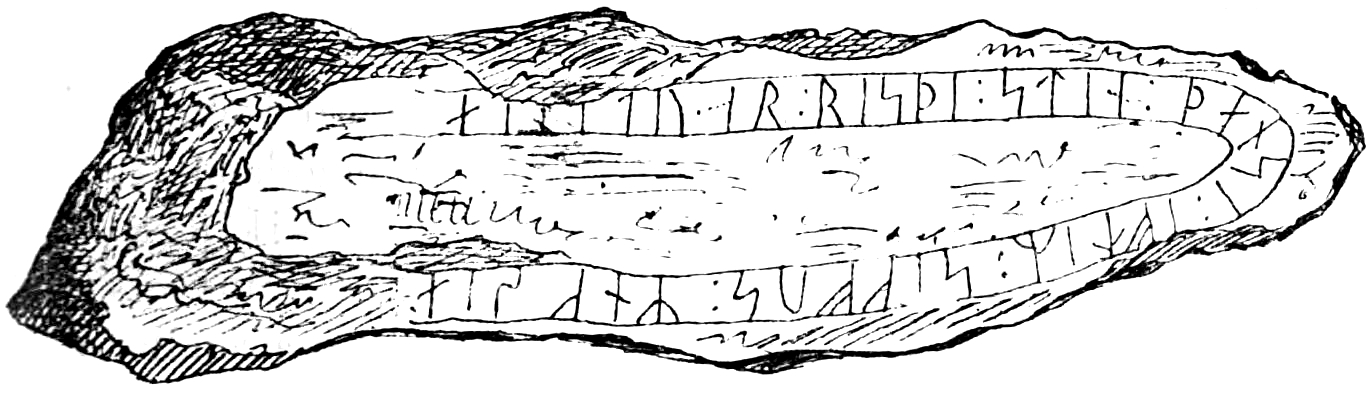
P. A. Säves teckning av runstenen ur Antiqvarisk tidskrift 1862.

Translitterering av runraden:
a(u)(k)(a)utr : risþi : stin : þansi : ʀftiʀ : sikfus : mnk · sia ·
Normalisering till runsvenska:
Øygautr/Auðgautr ræisþi stæin þannsi æftiʀ Sigfus, mag sinn.
Översättning till nusvenska:
Ögöt reste denna sten efter Sigfus, sin måg (svärfar, svåger).